# Ptiloglossa ducalis
Ptiloglossa ducalis är en biart som beskrevs av Smith 1853. Ptiloglossa ducalis ingår i släktet Ptiloglossa och familjen korttungebin. Inga underarter finns listade i Catalogue of Life.